# Kanton Lescar
Lescar is een voormalig kanton van het Franse departement Pyrénées-Atlantiques. Het kanton maakte deel uit van het arrondissement Pau. Het werd opgeheven bij decreet van 25 februari 2014, met uitwerking op 22 maart 2015.

## Gemeenten
Het kanton Lescar omvatte de volgende gemeenten:
- Arbus
- Artiguelouve
- Aussevielle
- Beyrie-en-Béarn
- Bougarber
- Caubios-Loos
- Denguin
- Lescar (hoofdplaats)
- Lons
- Momas
- Poey-de-Lescar
- Sauvagnon
- Siros
- Uzein